# J. Howard Kauffman
J. Howard Kauffman (* 4. Oktober 1919 in West Liberty; † 21. November 2003 in Goshen) war ein US-amerikanischer Soziologe.

## Leben
Ab 1945 studierte er am Goshen College. 1947 machte er dort seinen Abschluss. Er promovierte an der University of Chicago 1960. Er lehrte bis zu seiner Pensionierung 1984 am Goshen College.

## Schriften (Auswahl)
- Toward a sociology of Mennonites. Scottdale 1956, OCLC 13880816.
- mit Leland David Harder: Anabaptists four centuries later. A profile of five Mennonite and Brethren in Christ denominations. Scottdale 1975, ISBN 0-8361-1136-2.
- mit Leo Driedger: The Mennonite mosaic. Identity and modernization. Scottdale 1991, ISBN 0-8361-3567-9.
- mit Leland David Harder: Doors to lock and doors to open. The discerning people of God. Scottdale 1993, ISBN 0-8361-3628-4.
- The descendants of Levi and Fanny Byler Kauffman. Goshen 2000, OCLC 45966789.